# Evezés az 1952. évi nyári olimpiai játékokon
Az 1952. évi nyári olimpiai játékokon az evezésben hét versenyszámban osztottak érmeket.

## Éremtáblázat
(A rendező ország csapata eltérő háttérszínnel, az egyes számoszlopok legmagasabb értéke, vagy értékei vastagítással kiemelve.)
| Az 1952. évi nyári olimpiai játékok éremtáblázata evezésben | Az 1952. évi nyári olimpiai játékok éremtáblázata evezésben | Az 1952. évi nyári olimpiai játékok éremtáblázata evezésben | Az 1952. évi nyári olimpiai játékok éremtáblázata evezésben | Az 1952. évi nyári olimpiai játékok éremtáblázata evezésben | Olimpia  |
| ----------------------------------------------------------- | ----------------------------------------------------------- | ----------------------------------------------------------- | ----------------------------------------------------------- | ----------------------------------------------------------- | -------- |
|                                                             | Ország                                                      | Arany                                                       | Ezüst                                                       | Bronz                                                       | Összesen |
| 1.                                                          | Egyesült Államok (USA)                                      | 2                                                           | 0                                                           | 1                                                           | 3        |
| 2.                                                          | Szovjetunió (URS)                                           | 1                                                           | 2                                                           | 0                                                           | 3        |
| 3.                                                          | Franciaország (FRA)                                         | 1                                                           | 1                                                           | 0                                                           | 2        |
| 4.                                                          | Argentína (ARG)                                             | 1                                                           | 0                                                           | 0                                                           | 1        |
| 4.                                                          | Csehszlovákia (TCH)                                         | 1                                                           | 0                                                           | 0                                                           | 1        |
| 4.                                                          | Jugoszlávia (YUG)                                           | 1                                                           | 0                                                           | 0                                                           | 1        |
|                                                             |                                                             |                                                             |                                                             |                                                             |          |
| 7.                                                          | Ausztrália (AUS)                                            | 0                                                           | 1                                                           | 1                                                           | 2        |
| 7.                                                          | Svájc (SUI)                                                 | 0                                                           | 1                                                           | 1                                                           | 2        |
| 9.                                                          | Belgium (BEL)                                               | 0                                                           | 1                                                           | 0                                                           | 1        |
| 9.                                                          | Németország (GER)                                           | 0                                                           | 1                                                           | 0                                                           | 1        |
|                                                             |                                                             |                                                             |                                                             |                                                             |          |
| 11.                                                         | Dánia (DEN)                                                 | 0                                                           | 0                                                           | 1                                                           | 1        |
| 11.                                                         | Finnország (FIN)                                            | 0                                                           | 0                                                           | 1                                                           | 1        |
| 11.                                                         | Lengyelország (POL)                                         | 0                                                           | 0                                                           | 1                                                           | 1        |
| 11.                                                         | Uruguay (URU)                                               | 0                                                           | 0                                                           | 1                                                           | 1        |
|                                                             |                                                             |                                                             |                                                             |                                                             |          |
| Összesen                                                    | Összesen                                                    | 7                                                           | 7                                                           | 7                                                           | 21       |

## Érmesek
| Az 1952. évi nyári olimpiai játékok érmesei evezésben | | | |
| Versenyszám                                           | Arany | Ezüst | Bronz |
| Egypárevezős                                          | Jurij Tyukalov · Szovjetunió (URS) | Mervyn Wood · Ausztrália (AUS) | Teodor Kocerka · Lengyelország (POL) |
| Kétpárevezős                                          | Argentína (ARG) · Tranquilo Cappozzo · Eduardo Guerrero | Szovjetunió (URS) · Heorhij Zsilin · Ihor Jemcsuk | Uruguay (URU) · Miguel Seijas · Juan Rodríguez |
| Kormányos nélküli kettes                              | Egyesült Államok (USA) · Charles Logg · Thomas Price | Belgium (BEL) · Michel Knuysen · Bob Baetens | Svájc (SUI) · Kurt Schmid · Hans Kalt |
| Kormányos kettes                                      | Franciaország (FRA) · Raymond Salles · Gaston Mercier · Bernard Malivoire | Németország (GER) · Heinz Manchen · Helmut Heinhold · Helmut Noll | Dánia (DEN) · Svend Petersen · Poul Svendsen · Jørgen Frantzen |
| Kormányos nélküli négyes                              | Jugoszlávia (YUG) · Duje Bonačić · Velimir Valenta · Mate Trojanović · Petar Šegvić                                                                                            | Franciaország (FRA) · Pierre Blondiaux · Jacques Guissart · Marc Bouissou · Roger Gautier | Finnország (FIN) · Veikko Lommi · Kauko Wahlsten · Oiva Lommi · Lauri Nevalainen                                                                                              |
| Kormányos négyes                                      | Csehszlovákia (TCH) · Karel Mejta · Jiří Havlis · Jan Jindra · Stanislav Lusk · Miroslav Koranda                                                                               | Svájc (SUI) · Enrico Bianchi · Karl Weidmann · Heinrich Scheller · Émile Ess · Walter Leiser                                                                                                  | Egyesült Államok (USA) · Carl Lovested · Alvin Ulbrickson · Richard Wahlstrom · Matthew Leanderson · Albert Rossi                                                             |
| Nyolcas                                               | Egyesült Államok (USA) · Frank Shakespeare · William Fields · James Dunbar · Richard Murphy · Robert Detweiler · Henry Procter · Wayne Frye · Edward Stevens · Charles Manring | Szovjetunió (URS) · Jevgenyij Brago · Vlagyimir Rogyimuskin · Alekszej Komarov · Igor Boriszov · Szlava Amiragov · Leonyid Gisszen · Jevgenyij Szamszonov · Vlagyimir Krjukov · Igor Poljakov | Ausztrália (AUS) · Robert Tinning · Ernest Chapman · Nimrod Greenwood · David Anderson · Geoffrey Williamson · Mervyn Finlay · Edward Pain · Phillip Cayzer · Thomas Chessell |